# Codex Grandior
Les historiens de la Vulgate appellent Codex grandior (plus grand volume), l'exemplaire original d'une des  trois versions de la Bible latine mises à disposition des lecteurs de la bibliothèque de Vivarium par Cassiodore. L'expression n'est pas un titre original, mais un titre forgé par la littérature scientifique à partir d'une expression des Institutiones de Cassiodore qui compare trois versions de la Bible latine et note que la troisième, assemblage de 95 cahiers, est de plus grande taille que la version précédente (la Vulgate hiéronimienne), copiée sur 53 cahiers. La réunion de la totalité des livres de la Bible en pandectes, c'est-à-dire en un seul codex ou volume, composé de cahiers reliés, est un autre caractère remarquable de ce livre.
La traduction latine de la Bible contenue dans le codex grandior était une version vieille latine (codex grandior antiquae translationis = plus grand codex de l'ancienne traduction), c'est-à-dire qu'elle contenait une traduction antérieure aux traductions de saint Jérôme réunies dans la Vulgate.
L'original est perdu et aucune bible connue ne reproduit l'exemplaire de Cassiodore à l'identique. Cependant, le codex a inspiré la fabrication des bibles pandectes copiées en Northumbrie à l'époque de Bède le Vénérable. Il semble que la Bible "de l'ancienne traduction" rapportée de Rome par Benoît Biscop ou Ceolfrith en 678 pour la bibliothèque du nouveau monastère de l'Abbaye de Wearmouth-Jarrow ait été une copie du codex grandior ou ait été inspirée par lui.
Le codex Amiatinus de Florence reproduit la structure du Codex Grandior : principalement l'ordre des livres, la présentation de la triple division des livres de la Bible reçue par les Pères de l’Église, ainsi que la représentation du Tabernacle ou Tente de l'Alliance. Cependant, le texte biblique contenu dans l'Amiatinus n'a aucun rapport avec le codex grandior puisque l'Amiatinus contient un état de la Vulgate hiéronymienne et que le texte y est découpé en courtes périodes ou versets selon la forme appelée per cola et commata, caractéristique de la Vulgate hiéronymienne, non usitée dans les traductions 'vieilles latines' et absente du codex grandior de Vivarium.